# Tear the World Down
Tear the World Down är debutalbumet av det amerikanska gothic metal-bandet We Are the Fallen, utgivet 2010 på Universal Republic. Första singel från albumet, "Bury Me Alive", släpptes den 2 februari 2010 och följdes upp av titelspåret "Tear the World Down" den 12 oktober samma år.

## Låtlista
1. "Bury Me Alive" - 4:46
2. "Burn" - 3:43
3. "Paradigm" - 3:55
4. "Don't Leave Me Behind" - 3:33
5. "Sleep Well, My Angel" - 4:07
6. "Through Hell" - 3:41
7. "I Will Stay" - 4:07
8. "Without You" - 3:16
9. "St. John" - 3:58
10. "I Am Only One" - 4:37
11. "Tear the World Down" - 6:30

B-sidor
- "Samhain" - 4:07
- "Like a Prayer" (Madonna-cover) - 4:11

## Medverkande
We Are the Fallen
- Carly Smithson – sång
- Ben Moody – sologitarr, programmering, piano, slagverk
- John LeCompt – kompgitarr, mandolin, programmering
- Marty O'Brien –  bas
- Rocky Gray – trummor

Övriga musiker
- Jeremiah Gray – slagverk
- Daniel Moody – piano, B3
- David Hodges – piano
- Phillip Peterson – cello, stråkar på "I Am Only One"
- Bethanie and John "J.C." LeCompt II – ytterligare körsång på "Burn"
- David Campbell – stråkar och körarrangemang